# Der Geier (Kafka)
Der Geier ist ein kleines parabelartiges Prosastück von Franz Kafka aus dem Jahr 1920.
Ein Geier zerfleischt die Füße eines Menschen, ohne dass diesem geholfen wird. Schließlich mündet es in ein Blutgemetzel.

## Entstehung
Im Herbst 1920 löste sich Kafka von seiner Geliebten Milena Jesenská. Es entstanden in einem produktiven Schub eine Reihe kurzer Prosastücke. Zu nennen sind hier Das Stadtwappen, Der Steuermann, Nachts, Bei den Toten zu Gast, Gemeinschaft, Unser Städtchen liegt … (auch bekannt unter „Die Abweisung“), Zur Frage der Gesetze, Die Truppenaushebung, Die Prüfung, Der Kreisel, Kleine Fabel, Poseidon und eben auch Der Geier. Diese kleinen Werke mit ihren inneren Zusammenhängen hat Kafka nicht selbst veröffentlicht, die Titel stammen weitgehend von Max Brod.

## Inhalt
Ein Ich-Erzähler schildert, wie ihm ein Geier, der schon seine Stiefel und Strümpfe aufgerissen hat, in die Füße hackt. Ein Herr kommt vorbei und fragt, warum er den Geier dulde. Der Erzähler bezeichnet sich als wehrlos. Er habe die Füße geopfert, um zu verhindern, dass das Tier ihm sonst ins Gesicht gesprungen wäre. Der Herr wundert sich über diese Quälerei und meint, dass der Geier durch einen Schuss erledigt wäre. Der Erzähler bittet den Herrn, das für ihn zu tun. Allerdings muss erst das Gewehr geholt werden. Der Geier hat die Unterhaltung verfolgt und offensichtlich verstanden. Mit großem Schwung stößt er seinen Schnabel durch den Mund des Erzählers. In den entstehenden Unmengen von Blut ertrinkt der Geier „unrettbar“, während der Erzähler sich befreit fühlt.

## Form
Das Prosastück, das vielfach direkte Rede enthält, ist nicht in sich gegliedert. Inhaltlich ist eine Dreiteilung zu erkennen:
- Einleitende Darstellung der Situation mit dem Geier;
- Gespräch mit dem Herrn als längster Part des Stückes;
- Reaktion und Tod des Geiers.

Die Erzählperspektive ist mehrschichtig. Da ist ein Ich-Erzähler, der am Schluss vom Tod des Geiers spricht. Dass er selbst auch den Tod findet, scheint sich angesichts der Blutströme zunächst
aufzudrängen, aber das wird nicht explizit gesagt. Außerdem, wie könnte er uns dann die Geschichte präsentieren? Spricht er aus dem Totenreich oder hat er im Moment der größten Gefahr in einer Art Katharsis den Tod überwunden?

## Textanalyse
Der Erzähler wird von einem großen Aasfresser attackiert. Der Erzähler bezeichnet dies als die Arbeit des Geiers, also etwas fast Legitimiertes, Zwangsläufiges. Wie der Tausch des Gesichtes gegen die angebotenen Füße zustande kam, wird nicht näher erläutert. Da hat es offensichtlich eine Verständigung gegeben, zumindest in Gesten.
Das Gespräch mit dem Herren wirkt wunderlich. Aus der Situation heraus wäre ein sofortiges Eingreifen bzw. das Auffordern zum sofortigen Eingreifen angebracht gewesen und nicht dieses umständliche Reden, das eher eine Rechtfertigung ist, warum sich der Erzähler eben nicht konsequent wehrt.
Das Tier dagegen ist mächtig in seiner ruhigen körperlichen Kraft und zielstrebigen Art im Gegensatz zum zögerlichen Erzähler, der den Geier fast zu bewundern scheint. Dem Gespräch der beiden Männer hat der Geier ruhig zugehört, eigentlich wie ein dritter stiller Gesprächsteilnehmer, um dann in furioser Weise sein Vernichtungswerk zu verrichten.
Die kleine Geschichte baut sich zunächst fast ungelenk auf – vor allem durch die direkten Reden des Mittelteils. Die beiden letzten Sätze aber erscheinen wie eine dicht gedrängte Abfolge bis zum Höhepunkt, in dem sich alles bündelt:
- die Absicht des Geiers
- der schreckliche Schnabelhieb
- das Befreiungsgefühl des zurückfallenden Erzählers
- die Blutströme, in denen der Geier ertrinkt

## Bezug zu anderen Kafka-Werken
Es erscheint hier ein Grundmuster Kafkas, nämlich die Darstellung eines quälenden Zustandes, der durch Untergang, Vernichtung, Tod beendet wird, wobei dieses Ende als Befreiung empfunden wird. „Der Tod ist der Ort der befreienden Auslöschung des letzten Gedächtnisses“ formuliert hierzu Peter-André Alt. Dieses Muster erkennt man auch in den kleinen Prosastücken Das Stadtwappen oder Poseidon. Die Brücke ist insofern ähnlich, als auch dort am Ende eine drastisch berührende, körperliche Gewalteinwirkung und Verletzung geschildert wird.
Ein ganz paralleler Ablauf erscheint in der Geschichte Das Urteil. Ein junger Mann wird von seinem Vater gescholten und verspottet (also gequält) und zum Tod durch Ertrinken verurteilt. Der Sohn vollzieht das Urteil, wobei der Tod nicht explizit gezeigt wird. Abschließend erscheint das Bild eines vitalen Verkehrs. Auch in der Verwandlung sind ähnliche Momente vorhanden. Besonders diese beiden letztgenannten Stücke werden interpretiert als Kafkas Auseinandersetzung mit seinem polternden, verständnislosen Vater. So liegt der Schluss nahe, dass auch im Geier die Konstellation eines zaudernden, unterlegenen Sohnes und eines vitalen, rücksichtslosen Vaters symbolisiert wird.

## Zitat
- „Jetzt sah ich, dass er alles verstanden hatte, er flog auf, weit beugte er sich zurück um genug Schwung zu bekommen und stieß dann wie ein Speerwerfer durch meinen Mund tief in mich. Zurückfallend fühlte ich befreit wie er in meinem alle Tiefen füllenden, alle Ufer überfließenden Blut unrettbar ertrank.“

## Textausgaben
- Der Geier. Entstanden 1920. Erstveröffentlichung: Beschreibung eines Kampfes. Hrsg. von Max Brod. Prag 1936, S. 100 f. (Titel von Max Brod).
- Der Geier. In: Franz Kafka: Sämtliche Erzählungen. Hrsg. von Paul Raabe. Frankfurt a. M. 1977. S. 405, ISBN 3-596-21078-X.
- Franz Kafka: Die Erzählungen. Originalfassung. Hrsg. von Roger Hermes. Frankfurt a. M. 1997, ISBN 3-596-13270-3.
- Franz Kafka: Nachgelassene Schriften und Fragmente II. Hrsg. von Jost Schillemeit, Fischer, Frankfurt a. M. 1992, S. 329–330.